# داني ليم
داني ليم (بالملايوية: Danny Lim)‏ هو كاتب ماليزي، ولد في 7 نوفمبر 1975.